# Novi Berezîci, Liubeșiv
Novi Berezîci (în ucraineană Нові Березичі) este un sat în comuna Berezîci din raionul Liubeșiv, regiunea Volînia, Ucraina.

## Demografie
Componența lingvistică a localității Novi Berezîci
     Ucraineană (100%)
Conform recensământului din 2001, toată populația localității Novi Berezîci era vorbitoare de ucraineană (100%).